# سه‌گانه پرندگان خشمگین
سه‌گانه پرندگان خشمگین (به انگلیسی: Angry Birds Trilogy) یک بازی ویدیویی است که توسط راویو انترتینمنت، اکسینت اینترتینمنت، هاوس مارکو و فان لبس منتشر شده و توسط اکتیویژن توسعه یافته‌است.
این بازی شامل سه بازی اول سری محبوب تلفن همراه (پرندگان خشمگین، پرندگان عصبانی فصلی و پرندگان عصبانی ریو) می‌باشد و برای ایکس باکس ۳۶۰، پلی استیشن ۳ و نینتندو ۳ دی اس در تاریخ ۲۵ سپتامبر ۲۰۱۲ در آمریکای شمالی و در ۲۸ سپتامبر ۲۰۱۲ در اروپا منتشر شد. هر دو نسخه پلی استیشن ۳ و ایکس باکس ۳۶۰ این بازی با کنترل حرکت همراه با کنترل‌های سنتی می‌توانند بازی کنند. این بازی در کنسول‌های وی و وی یو در تاریخ ۱۳ اوت ۲۰۱۳ در آمریکای شمالی و در ۱۶ اوت در اروپا منتشر شد. این بازی در اکتبر ۲۰۱۳ برای پلی استیشن ویتا منتشر شد.
این مجموعه شامل سطوح منحصر به فردی است که نمی‌توان در بازیهای اصلی پیدا کرد. این بازی همچنین شامل بیوگرافی هر پرنده، به جز هل (پرنده سبز)، حباب (پرنده نارنجی) و استلا (پرنده صورتی) است. برای اطمینان از این که کامپایل به‌طور قابل ملاحظه ای با نسخه‌های جدیدتر از نسخه‌های اصلی منتشر شده به روز می‌شود، راویو اینترتینمنت بسته‌های محتوا قابل دانلود، مانند Package Management Anger Management و Fowl Temper Pack را بر روی سیستم عامل‌های انتخابی عرضه کرد. پک مدیریت خشم در تاریخ ۱۸ دسامبر ۲۰۱۲ در دسترس است.Fowl tempered Pack در ۸ مارس ۲۰۱۳ در دسترس است.

## گیم پلی
در سه‌گانه پرندگان خشمگین بازیکن کنترل گله ای از پرندگان چند رنگی که در حال تلاش برای بازیابی تخم‌های خود هستند، که توسط گروهی از خوک‌های سبز گرسنه سرقت شده‌اند (در پرندگان عصبانی پرنده ریو، پرندگان در حال تلاش برای بازگشت به خود تخم مرغ) در هر سطح، خوک‌ها (در ریو، پرندگان قفس یا مارموست‌ها) توسط سازه‌های ساخته شده از مواد مختلف مانند چوب، شیشه و سنگ محافظت می‌شوند و هدف بازی این است که آنها را در سطح از بین بردن. با استفاده از یک تیرکمان بچه گانه، پرندگان را با هدف پرتاب خوک‌ها به‌طور مستقیم یا خرابی ساختارها، پرتاب می‌کنند و آنها را به سقوط و کشتن خوک‌ها می‌رساند. در مراحل مختلف بازی، اشیاء اضافی مانند جعبه‌های انفجاری و سنگ‌ها در سازه‌ها یافت می‌شود و ممکن است در ارتباط با پرندگان برای کشتن خوک‌های سخت به دست آمده استفاده شود.

### کنترل‌ها
اکثر نسخه‌های Trilogy پشتیبانی از کنترل حرکت (و یا آنها را به عنوان در نسخه‌های وی و وی یونیاز دارند)، جایی که بازیکنان می‌توانند از یک سیستم کنترل حرکت اشاره گر (مانند orb move یا ردیاب دست سنکرون کینکت) یا صفحه نمایش لمسی استفاده کنند برای کار و هدف تیرکمان بچه گانه اگر کنترل‌های حرکتی ترجیح داده نشود، تیرکمان بچه گانه با یک چوب آنالوگ کنترل می‌شود.
در همه نسخه‌ها، به استثنای نسخه‌های وی و نینتندو ۳ دی اس ممکن است به سرعت یک سطح را با نگه داشتن یک دکمه کنترل خاص برای دو ثانیه بازنشانی کنید.

### بازخورد
| گردآورنده | امتیاز                               |
| --------- | ------------------------------------ |
| متاکریتیک | X360: 63/100 PS3: 66/100 3DS: 62/100 |